# Agnesa Búřilová
Agnesa Búřilová, roz. Wlachovská (* 4. ledna 1943, Rožňava) je bývalá krasobruslařka, později trenérka. Její syn Vladimír je známý slovenský hokejista.

## Aktivní činnost
Reprezentovala ČSSR na zimní olympiádě 1964 v Innsbrucku, kde v soutěží sportovních dvojic obsadila spolu s Petrem Bartosiewiczem 9. místo. V roce 1966 spolu vybojovali druhé místo na Zimní Univerziádě.

## Trenérská činnost
Po ukončení aktivní kariéry se věnovala trenérské profesi. Jozef Sabovčík pod jejím vedením v roce 1984 získal na zimních OH v Sarajevu bronzovou medaili.

## Výsledky
s Petrem Bartosiewiczem
| Soutěž                             | 1962 | 1963 | 1964 | 1965 | 1966 |
| ---------------------------------- | ---- | ---- | ---- | ---- | ---- |
| Zimní olympijské hry               |      |      | 9    |      |      |
| Mistrovství světa v krasobruslení  |      |      | 10   |      | 10   |
| Mistrovství Evropy v krasobruslení |      | 7    | 8    | 8    | 13   |
| Zimní Univerziáda                  |      |      |      |      | 2    |
| Mistrovství ČSR v krasobruslení    | 2    | 2    | 1    | 1    | 1    |